# Слобода, Александр Иванович
Александр Иванович Слобода (бел. Аляксандр Іванавіч Слабада, 27 августа 1920, село Дубровы, ныне Верхнедвинский район, Витебская область — 14 ноября 2022, Минск) — советский и белорусский государственный и политический деятель. Ветеран Великой Отечественной войны. Герой Социалистического Труда (1966).

## Биография
Родился 27 августа 1920 года в селе Дубровы ныне Верхнедвинского района Витебской области.
В 1937 году начал работать трактористом.
В сентябре 1940 года призван в РККА. Служил в Приволжском военном округе красноармейцем 27-го отдельного разведывательного батальона 53-й стрелковой дивизии.
В боях на фронтах Великой Отечественной войны участвовал с 25 июня 1941 года, когда принял участие в бою на реке Друть под Белыничами. Участвовал в боях на Буйничском поле, где подбил два танка, а также в обороне Могилева. За бои в Белоруссии награждён орденом Красного Знамени.
Вместе с частью попал в окружение, из которого вышел в районе Смоленска. В составе 43-й армии в должности помощника командира взвода принимал участие в оборонительных боях под Вязьмой, Малоярославцем и Подольском, а затем в контрнаступлении под Москвой.
В 1942 году вступил в ряды ВКП(б).
Летом 1942 года был ранен, после чего лечился в эвакогоспитале № 7 в Москве, после чего направлен на Калининский фронт, где воевал в должности командира роты автоматчиков в 5-й гвардейской дивизии.
В начале декабря 1942 года направлен в тыл противника на Витебщину, где стал командиром отряда № 3 партизанской бригады имени Ленинского комсомола. Отряд дислоцировался в деревне Стайково и действовал в Суражском и Городокском районах, совершая диверсии на железных дорогах и налёты на гарнизоны противника. Незадолго до освобождения района Красной Армией Слобода был тяжело ранен в бою и самолётом эвакуирован на Большую землю.
Во время оккупации родители были расстреляны нацистами.
После лечения в 1944 году избран секретарём Гомельского обкома комсомола, а в 1946 году направлен на учёбу в Высшую партийную школу, после окончания которой с 1948 по 1952 годы работал секретарём Бобруйского обкома комсомола, с 1952 по 1959 год — вторым секретарём Слуцкого райкома партии, с 1959 по 1961 год — председателем Слуцкого райисполкома, в 1961 году избран на должность первого секретаря Любанского райкома партии.
Указом Президиума Верховного Совета СССР от 22 марта 1966 года за достигнутые успехи в развитии животноводства, увеличении производства и заготовок мяса, молока, яиц, шерсти и другой продукции Александру Ивановичу Слободе присвоено звание Героя Социалистического Труда с вручением ордена Ленина и медали «Серп и Молот».
В 1970 году назначен заместителем председателя комитета народного контроля БССР, а с 1985 года работал председателем Минского областного Совета ветеранов. Жил в Минске, участвовал в ветеранском движении города.
Умер 14 ноября 2022 года.
Депутат Верховного Совета БССР (1963—1967), депутат Верховного Совета Республики Беларусь (1990—1994), кандидат в члены ЦК КПБ (1966—1971).
Участник Парада Победы в Москве (1995, 2000, 2005).

## Награды
- Медаль «Серп и Молот»;
- Орден Ленина;
- Два ордена Красного Знамени (в том числе 10.12.1941);
- Орден Трудового Красного Знамени;
- Орден Отечественной войны 1-й степени (13.03.1985);
- Орден «Знак Почёта»;
- Орден Отечества III степени (Белоруссия) (07.05.2012)[2];
- Орден Почёта (Белоруссия) (05.05.2000)[3];
- Медаль «Партизану Отечественной войны» 1 и 2 степеней;
- Медаль «За отвагу»;
- Медаль «За оборону Москвы»;
- Медаль «За победу над Германией в Великой Отечественной войне 1941-1945 гг.»;
- Медаль «В ознаменование 100-летия со дня рождения Владимира Ильича Ленина»;
- Медаль «50 лет Вооружённых Сил СССР»;
- Медаль «60 лет Вооружённых Сил СССР»;
- Медаль «70 лет Вооружённых Сил СССР»;
- Медаль «Ветеран труда».
- Медаль «60 лет освобождения Республики Беларусь от немецко-фашистских захватчиков»;
- Медаль «80 лет Вооружённых Сил Республики Беларусь»;
- Четыре Почётные грамоты Верховного Совета БССР;
- Почётная грамота Совета Министров Республики Беларусь;
- Две благодарности Президента Республики Беларусь.
- Награды ВСХВ и ВДНХ

Почётные звания
- Почётный гражданин города Любань (2001);
- Почётный гражданин Минской области (2005).